# Черниговский листок
«Черниговский листок» — русско-украинская еженедельная газета, выходившая в Чернигове по инициативе кружка украинских литературных деятелей в Чернигове с июля 1861 по август 1863 года. Издатель и главный редактор — учитель черниговской гимназии Леонид Глебов. Содержала около 25% материалов на украинском языке.

## История

### Появление
Инициатива издания «Черниговского листка» исходила от кружка литераторов, публиковавшихся в Черниговских губернских ведомостях, и где учитель черниговской гимназии Леонид Глебов принимал наиболее активное участие. Ходатайство об учреждении газеты было подано в цензурный комитет 12 марта 1861 года с подписью подателя: «младший учитель Черниговской Губернской Гимназии Глебов». Планировалось организовать в учреждаемой газете пять разделов: литературный, новостной, раздел общеполезных сведений (сельское и домашнее хозяйство, промышленность, торговля, медицина и т. п.), библиографии и объявлений. Ходатайство было удовлетворено черниговским губернатором князем Голицыным. В главном управлении цензуры в Санкт-Петербурге также было одобрено создание газеты. Киевский цензурный комитет уведомил директора школ Черниговщины о необходимости сообщить учителю Глебову о разрешении, а учителю Петропавловскому приказать наблюдать за содержанием утверждённой программы. 12 июля 1861 года вышел первый номер газеты
Выход «Черниговского листка» был отмечен в литературном издании «Основа». В первый год издания листок выходил регулярно до сентября, а далее начались финансовые затруднения у издателей. На второй год издания Глебов намеревался закрыть газету, но в это время увеличилось количество подписчиков, и с мая 1863 года он снова попытался оживить издание. По свидетельству Глебова, подписчиками газеты были не только жители Черниговской губернии, но также и жители Кавказа, Симбирска, Херсона, Санкт-Петербурга, Крыма, Польши и других местностей.
Всего в 1861 году вышло 11 номеров, в 1862 году — 36, а в 1863 году — 16.
Главную работу в издании выполнял сам Глебов, который был одновременно редактором, выпускающим, дописывающим и корректором. Кроме него в редакции трудились Пантелеймон Кулиш, Кузьменко, Вербицкий (Белокопытенко), Номис, Андрущенко (член подпольной организации «Земля и воля) и другие. Но в опубликованных материалах значительная часть принадлежит самому Глебову.

### Закрытие
Согласно предписаниям Валуевского циркуляра от 18 июля 1863 года, в соответствии с которым существенная часть публикаций на украинском языке (в тогдашней терминологии — на малорусском или малороссийском наречии) приостанавливалась, «Черниговский листок» далее не имел права публиковать материалы на украинском языке.
Указом черниговского губернатора 23 августа 1863 года издание было прекращено, а Глебов остался должен губернской типографии 144 рубля, которые затем долго возвращал. Последний номер вышел 6 сентября 1863 года, после чего газета была закрыта.